# Sturzkampfgeschwader 101
Das Sturzkampfgeschwader 101 war ein Verband der Luftwaffe der Wehrmacht im Zweiten Weltkrieg. Das Geschwader verfügte über die einmotorige Junkers Ju 87. Es wurde stets als Ausbildungsgeschwader eingesetzt und hatte daher keine Kampfeinsätze.

## Geschichte
Das Sturzkampfgeschwader 101 entstand am 8. Dezember 1942 in Wertheim (Lage) aus der Sturzkampffliegerschule 1. Der Stab/Sturzkampffliegerschule 1 erhielt die neue Bezeichnung Stab des Sturzkampfgeschwaders 101 und es wurden zwei Gruppen gebildet. Die I./Sturzkampffliegerschule 1 in Kitzingen (Lage) firmierte am 8. Dezember 1942 in I./Sturzkampfgeschwader 101 um, ebenso die II./Sturzkampffliegerschule 1 in Metz-Frescaty (Lage) am 18. Februar 1943.
Das Geschwader wurde während der gesamten Zeit seines Bestehens als Ausbildungsgeschwader eingesetzt und hatte daher keine Kampfeinsätze. Am 18. Oktober 1943 wurde der Geschwaderstab die Umbenennung in Geschwaderstab des Schlachtgeschwaders 103 umbenannt. Am gleichen Tag erhielten die beiden Gruppen ihre neue Bezeichnung als I. und II. Gruppe des Schlachtgeschwaders 103.

## Kommandeure

### Geschwaderkommodore
| Dienstgrad | Name                                   | Zeit                                   |
| ---------- | -------------------------------------- | -------------------------------------- |
| Oberst     | Clemens Graf von Schönborn-Wiesentheid | 8. Dezember 1942 bis 1943              |
| Major      | Hubertus Hitschhold                    | 1943 bis 31. August 1943               |
| Major      | Bruno Dilley                           | 1. September 1943 bis 18. Oktober 1943 |

### Gruppenkommandeure
I. Gruppe
- Hauptmann Karl Reichardt, 8. Dezember 1942 bis 30. Juni 1943[7]
- Hauptmann Karl-Hermann Lion, 11. Oktober 1943 bis 18. Oktober 1943[8]

II. Gruppe
- Hauptmann Herbert Pabst, 18. Februar 1943 bis 18. Oktober 1943[9]